# Shigisan-engi-Bildrollen

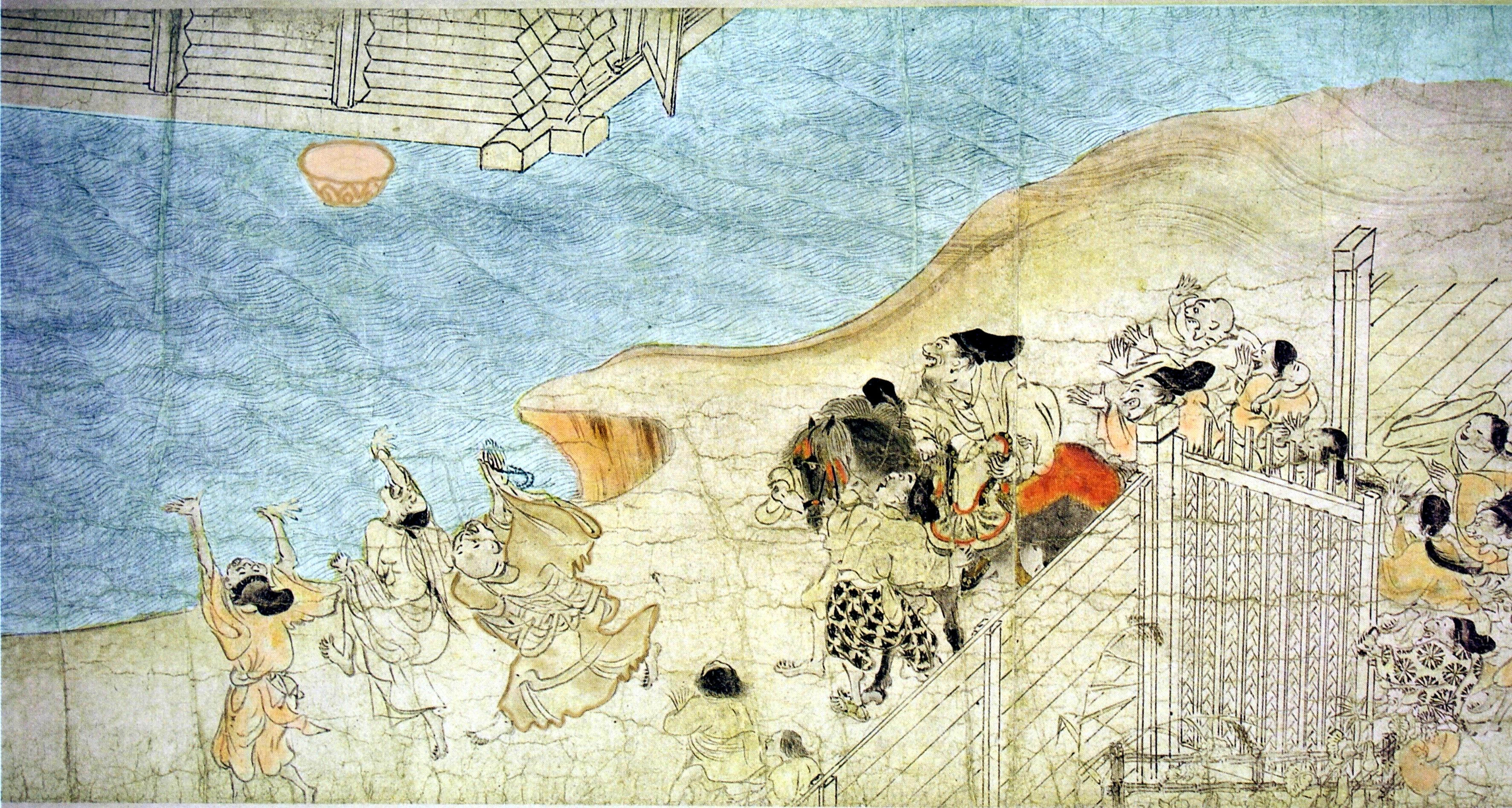
Shigesan-engi Emaki (Ausschnitt aus Rolle 1)

Shigisan-engi Emaki (japanisch 信貴山縁起 絵巻, deutsch „Illustrierte Bildrollen vom Berg Shigi“) beschreibt Wunder, die dem Mönch Myōren (命蓮) zugeschrieben werden. Dieser wirkte in einem Kloster am Berg Shigi in der Nähe von Nara in Japan in der zweiten Hälfte des 9. Jahrhunderts. Die Bildrollen aus dem 12. Jahrhundert sind als Nationalschatz registriert.

## Inhalt
Das Shigisan-engi Emaki besteht aus drei Bildrollen, die dem Tempel Chōgozonshi-ji (朝護孫子寺), auch Shigesan-ji (信貴山寺) genannt, gehören. Die  Bildrollen illustrieren drei Wunder, die Myōren zugeschrieben werden.
Rolle 1, gewöhnlich „Der fliegende Getreidespeicher“ genannt, berichtet von Myōrens Reisschale, die jeden Tag fliegend eine Reise unternahm, um sich mit Reis aus dem Getreidespeicher eines reichen Grundbesitzers zu füllen. Als einmal die Reisschale in dem Speicher eingeschlossen worden war, flog die Schale einfach mit ihm zum Tempel zurück, um Myōren den Reis zu bringen. Maße: 31,7 × 879,9 cm.
Rolle 2: „Der Exorzismus des Kaisers Engi“ erzählt die wunderbare Heilung des Kaisers Daigo, der von 897 bis 930 regierte, durch die Gebete Myōrens. Maße: 31,7 × 1290,8 cm.
Rolle 3: „Die Geschichte einer Nonne“ berichtet über die Suche der älteren Schwester Myōrens nach ihm und wie sie ihn nach Gebeten vor dem Großen Buddha im Tōdai-ji in Nara schließlich wiederfand. Maße: 31,7 × 1424,1 cm.
Das Shigisan-engi Emaki ist das früheste Beispiel einer kontinuierlich illustrierten Legende. Ausgeführt in flexiblen Tuschlinien und hellen Wasserfarben auf Papier, entwickelt jede Bildrolle ihr Geschehen in ununterbrochener Folge. Die führenden Personen werden wiederholt gezeigt, bevor die Landschaft und der architektonische Hintergrund sich ändert.